# 1. ŽNL Vukovarsko-srijemska 2001./02.
Prvenstvo se igralo dvokružno. Titulu prvaka je osvojio NK Lovor Nijemci, ali nije uspio izboriti plasman u 3. HNL – Istok. Iz lige su u 2. ŽNL Vukovarsko-srijemsku ispali NK Krajišnik Vrbanja, NK Mladost Vođinci, NK Šokadija Babina Greda, NK Šokadija Stari Mikanovci i NK Croatia Bogdanovci.

## Tablica
| Mj. | Klub                              | Sus. | Pobj. | Nerj. | Por. | GR.   | Bod.  |
| --- | --------------------------------- | ---- | ----- | ----- | ---- | ----- | ----- |
| 1.  | NK Lovor Nijemci                  | 30   | 17    | 6     | 7    | 48:26 | 57    |
| 2.  | NK Lipovac                        | 30   | 15    | 3     | 12   | 58:52 | 48    |
| 3.  | NK Sinđelić Trpinja               | 30   | 14    | 5     | 11   | 76:55 | 47    |
| 4.  | NK HAŠK Jadran Stari Jankovci     | 30   | 14    | 5     | 11   | 66:57 | 47    |
| 5.  | NK Mladost Antin                  | 30   | 13    | 4     | 13   | 51:56 | 43    |
| 6.  | NK Sremac Ilača                   | 30   | 12    | 6     | 12   | 57:61 | 42    |
| 7.  | NK Sloga Štitar                   | 30   | 12    | 5     | 13   | 51:50 | 41    |
| 8.  | NK Frankopan Rokovci-Andrijaševci | 30   | 12    | 5     | 13   | 44:54 | 41    |
| 9.  | HNK Fruškogorac Ilok              | 30   | 12    | 5     | 13   | 39:51 | 41    |
| 10. | NK Vuteks-Sloga Vukovar           | 30   | 12    | 4     | 14   | 49:52 | 40 ↓0 |
| 11. | NK Borac Bobota                   | 30   | 12    | 4     | 14   | 50:54 | 40 ↓0 |
| 12. | NK Krajišnik Vrbanja              | 30   | 11    | 7     | 12   | 55:45 | 40 ↓0 |
| 13. | NK Mladost Vođinci                | 30   | 11    | 7     | 12   | 53:50 | 40 ↓0 |
| 14. | NK Šokadija Babina Greda          | 30   | 10    | 9     | 11   | 41:42 | 39    |
| 15. | NK Šokadija Stari Mikanovci       | 30   | 10    | 7     | 13   | 60:62 | 37    |
| 16. | NK Croatia Bogdanovci             | 30   | 9     | 6     | 15   | 48:79 | 33    |

↑0 Pošto su 4 ekipe plasirane od 10. do 13. mjesta imale isti broj bodova (40), konačan plasman (koji je odlučivao o tome koji će klubovi ostati u 1. ŽNL, a koji je ispasti u 2. ŽNL) je odredila tablica međusobnih susreta ove 4 ekipe:
| Mj. | Klub                    | Sus. | Pobj. | Nerj. | Por. | GR.   | Bod. |
| --- | ----------------------- | ---- | ----- | ----- | ---- | ----- | ---- |
| 1.  | NK Vuteks-Sloga Vukovar | 6    | 3     | 1     | 2    | 11:10 | 10   |
| 2.  | NK Borac Bobota         | 6    | 2     | 2     | 2    | 10:11 | 8    |
| 3.  | NK Krajišnik Vrbanja    | 6    | 2     | 2     | 2    | 8:9   | 8    |
| 4.  | NK Mladost Vođinci      | 6    | 2     | 1     | 3    | 10:9  | 7    |

## Rezultati
| NK Sloga Štitar - NK Vuteks-Sloga Vukovar 1:3 NK Frankopan Rokovci-Andrijaševci - NK Šokadija Babina Greda 2:1 NK Lipovac - NK Sinđelić Trpinja 2:0 NK HAŠK Jadran Stari Jankovci - HNK Fruškogorac Ilok 5:0 NK Mladost Vođinci - NK Šokadija Stari Mikanovci 2:1 NK Borac Bobota - NK Lovor Nijemci 0:1 NK Mladost Antin - NK Krajišnik Vrbanja 4:2 NK Croatia Bogdanovci - NK Sremac Ilača 3:0    | NK Sloga Štitar - NK Frankopan Rokovci-Andrijaševci 2:1 NK Šokadija Babina Greda - NK Lipovac 2:0 NK Sinđelić Trpinja - NK HAŠK Jadran Stari Jankovci 2:2 HNK Fruškogorac Ilok - NK Mladost Vođinci 4:3 NK Šokadija Stari Mikanovci - NK Borac Bobota 2:1 NK Lovor Nijemci - NK Mladost Antin 3:0 NK Krajišnik Vrbanja - NK Croatia Bogdanovci 3:3 ↓1 NK Vuteks-Sloga Vukovar - NK Sremac Ilača 2:2 | NK Lipovac - NK Sloga Štitar 3:0 NK Frankopan Rokovci-Andrijaševci - NK Vuteks-Sloga Vukovar 3:1 NK HAŠK Jadran Stari Jankovci - NK Šokadija Babina Greda 2:0 NK Mladost Vođinci - NK Sinđelić Trpinja 3:1 NK Borac Bobota - HNK Fruškogorac Ilok 1:0 NK Mladost Antin - NK Šokadija Stari Mikanovci 2:4 NK Croatia Bogdanovci - NK Lovor Nijemci 1:1 NK Sremac Ilača - NK Krajišnik Vrbanja 3:2 |
| NK Sloga Štitar - NK HAŠK Jadran Stari Jankovci 4:2 NK Frankopan Rokovci-Andrijaševci - NK Lipovac 1:0 NK Šokadija Babina Greda - NK Mladost Vođinci 6:0 NK Sinđelić Trpinja - NK Borac Bobota 1:2 HNK Fruškogorac Ilok - NK Mladost Antin 1:1 NK Šokadija Stari Mikanovci - NK Croatia Bogdanovci 6:2 NK Lovor Nijemci - NK Sremac Ilača 4:1 NK Vuteks-Sloga Vukovar - NK Krajišnik Vrbanja 3:0    | NK Mladost Vođinci - NK Sloga Štitar 2:1 NK HAŠK Jadran Stari Jankovci - NK Frankopan Rokovci-Andrijaševci 5:3 NK Lipovac - NK Vuteks-Sloga Vukovar 2:0 NK Borac Bobota - NK Šokadija Babina Greda 6:2 NK Mladost Antin - NK Sinđelić Trpinja 2:3 NK Croatia Bogdanovci - HNK Fruškogorac Ilok 1:0 NK Sremac Ilača - NK Šokadija Stari Mikanovci 2:1 NK Krajišnik Vrbanja - NK Lovor Nijemci 1:1    | NK Sloga Štitar - NK Borac Bobota 5:0 NK Frankopan Rokovci-Andrijaševci - NK Mladost Vođinci 3:1 NK Lipovac - NK HAŠK Jadran Stari Jankovci 1:3 NK Šokadija Babina Greda - NK Mladost Antin 2:2 NK Sinđelić Trpinja - NK Croatia Bogdanovci 4:1 HNK Fruškogorac Ilok - NK Sremac Ilača 2:5 NK Šokadija Stari Mikanovci - NK Krajišnik Vrbanja 1:0 NK Vuteks-Sloga Vukovar - NK Lovor Nijemci 0:1 |
| NK Mladost Antin - NK Sloga Štitar 2:0 NK Borac Bobota - NK Frankopan Rokovci-Andrijaševci 2:0 NK Mladost Vođinci - NK Lipovac 1:1 NK HAŠK Jadran Stari Jankovci - NK Vuteks-Sloga Vukovar 4:0 NK Croatia Bogdanovci - NK Šokadija Babina Greda 4:1 NK Sremac Ilača - NK Sinđelić Trpinja 1:4 NK Krajišnik Vrbanja - HNK Fruškogorac Ilok 3:0 NK Lovor Nijemci - NK Šokadija Stari Mikanovci 1:0    | NK Sloga Štitar - NK Croatia Bogdanovci 3:1 NK Frankopan Rokovci-Andrijaševci - NK Mladost Antin 2:3 NK Lipovac - NK Borac Bobota 3:1 NK HAŠK Jadran Stari Jankovci - NK Mladost Vođinci 2:1 NK Šokadija Babina Greda - NK Sremac Ilača 1:0 NK Sinđelić Trpinja - NK Krajišnik Vrbanja 3:2 HNK Fruškogorac Ilok - NK Lovor Nijemci 2:0 NK Vuteks-Sloga Vukovar - NK Šokadija Stari Mikanovci 1:2    | NK Sremac Ilača - NK Sloga Štitar 0:3 NK Croatia Bogdanovci - NK Frankopan Rokovci-Andrijaševci 2:1 NK Mladost Antin - NK Lipovac 2:2 NK Borac Bobota - NK HAŠK Jadran Stari Jankovci 2:2 NK Mladost Vođinci - NK Vuteks-Sloga Vukovar 2:3 NK Krajišnik Vrbanja - NK Šokadija Babina Greda 2:0 NK Lovor Nijemci - NK Sinđelić Trpinja 1:0 NK Šokadija Stari Mikanovci - HNK Fruškogorac Ilok 2:2 |
| NK Sloga Štitar - NK Krajišnik Vrbanja 5:2 NK Frankopan Rokovci-Andrijaševci - NK Sremac Ilača 1:1 NK Lipovac - NK Croatia Bogdanovci 3:2 NK HAŠK Jadran Stari Jankovci - NK Mladost Antin 4:1 NK Mladost Vođinci - NK Borac Bobota 4:1 NK Šokadija Babina Greda - NK Lovor Nijemci 0:0 NK Sinđelić Trpinja - NK Šokadija Stari Mikanovci 7:2 NK Vuteks-Sloga Vukovar - HNK Fruškogorac Ilok 1:0    | NK Lovor Nijemci - NK Sloga Štitar 3:0 NK Krajišnik Vrbanja - NK Frankopan Rokovci-Andrijaševci 6:2 NK Sremac Ilača - NK Lipovac 4:3 NK Croatia Bogdanovci - NK HAŠK Jadran Stari Jankovci 1:1 NK Mladost Antin - NK Mladost Vođinci 2:1 NK Borac Bobota - NK Vuteks-Sloga Vukovar 4:1 NK Šokadija Stari Mikanovci - NK Šokadija Babina Greda 3:0 HNK Fruškogorac Ilok - NK Sinđelić Trpinja 2:0    | NK Sloga Štitar - NK Šokadija Stari Mikanovci 2:1 NK Frankopan Rokovci-Andrijaševci - NK Lovor Nijemci 1:0 NK Lipovac - NK Krajišnik Vrbanja 2:1 NK HAŠK Jadran Stari Jankovci - NK Sremac Ilača 6:2 NK Mladost Vođinci - NK Croatia Bogdanovci 1:2 NK Borac Bobota - NK Mladost Antin 3:0 NK Šokadija Babina Greda - HNK Fruškogorac Ilok 2:0 NK Vuteks-Sloga Vukovar - NK Sinđelić Trpinja 3:2 |
| HNK Fruškogorac Ilok - NK Sloga Štitar 1:0 NK Šokadija Stari Mikanovci - NK Frankopan Rokovci-Andrijaševci 2:2 NK Lovor Nijemci - NK Lipovac 2:2 NK Krajišnik Vrbanja - NK HAŠK Jadran Stari Jankovci 4:0 NK Sremac Ilača - NK Mladost Vođinci 1:2 NK Croatia Bogdanovci - NK Borac Bobota 3:1 NK Mladost Antin - NK Vuteks-Sloga Vukovar 2:3 NK Sinđelić Trpinja - NK Šokadija Babina Greda 0:0    | NK Sloga Štitar - NK Sinđelić Trpinja 4:3 NK Frankopan Rokovci-Andrijaševci - HNK Fruškogorac Ilok 3:1 NK Lipovac - NK Šokadija Stari Mikanovci 2:1 NK HAŠK Jadran Stari Jankovci - NK Lovor Nijemci 3:0 NK Mladost Vođinci - NK Krajišnik Vrbanja 2:0 NK Borac Bobota - NK Sremac Ilača 0:1 NK Mladost Antin - NK Croatia Bogdanovci 2:0 NK Vuteks-Sloga Vukovar - NK Šokadija Babina Greda 0:1    | NK Šokadija Babina Greda - NK Sloga Štitar 1:0 NK Sinđelić Trpinja - NK Frankopan Rokovci-Andrijaševci 1:0 HNK Fruškogorac Ilok - NK Lipovac 4:2 NK Šokadija Stari Mikanovci - NK HAŠK Jadran Stari Jankovci 3:0 NK Lovor Nijemci - NK Mladost Vođinci 2:4 NK Krajišnik Vrbanja - NK Borac Bobota 3:3 NK Sremac Ilača - NK Mladost Antin 3:1 NK Croatia Bogdanovci - NK Vuteks-Sloga Vukovar 3:2 |
| NK Vuteks-Sloga Vukovar - NK Sloga Štitar 1:2 NK Šokadija Babina Greda - NK Frankopan Rokovci-Andrijaševci 1:2 NK Sinđelić Trpinja - NK Lipovac 1:0 HNK Fruškogorac Ilok - NK HAŠK Jadran Stari Jankovci 2:1 NK Šokadija Stari Mikanovci - NK Mladost Vođinci 0:3 NK Lovor Nijemci - NK Borac Bobota 2:0 NK Krajišnik Vrbanja - NK Mladost Antin 3:0 NK Sremac Ilača - NK Croatia Bogdanovci 6:3    | NK Frankopan Rokovci-Andrijaševci - NK Sloga Štitar 2:1 NK Lipovac - NK Šokadija Babina Greda 4:2 NK HAŠK Jadran Stari Jankovci - NK Sinđelić Trpinja 3:3 NK Mladost Vođinci - HNK Fruškogorac Ilok 1:1 NK Borac Bobota - NK Šokadija Stari Mikanovci 6:3 NK Mladost Antin - NK Lovor Nijemci 1:0 NK Croatia Bogdanovci - NK Krajišnik Vrbanja 1:1 NK Sremac Ilača - NK Vuteks-Sloga Vukovar 2:2    | NK Sloga Štitar - NK Lipovac 0:2 NK Vuteks-Sloga Vukovar - NK Frankopan Rokovci-Andrijaševci 0:0 NK Šokadija Babina Greda - NK HAŠK Jadran Stari Jankovci 0:0 NK Sinđelić Trpinja - NK Mladost Vođinci 2:2 HNK Fruškogorac Ilok - NK Borac Bobota 0:0 NK Šokadija Stari Mikanovci - NK Mladost Antin 5:2 NK Lovor Nijemci - NK Croatia Bogdanovci 5:0 NK Krajišnik Vrbanja - NK Sremac Ilača 2:0 |
| NK HAŠK Jadran Stari Jankovci - NK Sloga Štitar 2:1 NK Lipovac - NK Frankopan Rokovci-Andrijaševci 4:1 NK Mladost Vođinci - NK Šokadija Babina Greda 1:1 NK Borac Bobota - NK Sinđelić Trpinja 2:1 NK Mladost Antin - HNK Fruškogorac Ilok 3:0 NK Croatia Bogdanovci - NK Šokadija Stari Mikanovci 1:1 NK Sremac Ilača - NK Lovor Nijemci 2:2 NK Krajišnik Vrbanja - NK Vuteks-Sloga Vukovar 2:0    | NK Sloga Štitar - NK Mladost Vođinci 0:0 NK Frankopan Rokovci-Andrijaševci - NK HAŠK Jadran Stari Jankovci 3:1 NK Vuteks-Sloga Vukovar - NK Lipovac 0:1 NK Šokadija Babina Greda - NK Borac Bobota 3:0 NK Sinđelić Trpinja - NK Mladost Antin 4:1 HNK Fruškogorac Ilok - NK Croatia Bogdanovci 3:1 NK Šokadija Stari Mikanovci - NK Sremac Ilača 1:1 NK Lovor Nijemci - NK Krajišnik Vrbanja 2:1    | NK Borac Bobota - NK Sloga Štitar 3:1 NK Mladost Vođinci - NK Frankopan Rokovci-Andrijaševci 2:2 NK HAŠK Jadran Stari Jankovci - NK Lipovac 0:2 NK Mladost Antin - NK Šokadija Babina Greda 2:1 NK Croatia Bogdanovci - NK Sinđelić Trpinja 0:6 NK Sremac Ilača - HNK Fruškogorac Ilok 2:1 NK Krajišnik Vrbanja - NK Šokadija Stari Mikanovci 2:3 NK Lovor Nijemci - NK Vuteks-Sloga Vukovar 2:0 |
| NK Sloga Štitar - NK Mladost Antin 0:0 NK Frankopan Rokovci-Andrijaševci - NK Borac Bobota 2:1 NK Lipovac - NK Mladost Vođinci 3:2 NK Vuteks-Sloga Vukovar - NK HAŠK Jadran Stari Jankovci 3:2 NK Šokadija Babina Greda - NK Croatia Bogdanovci 3:0 NK Sinđelić Trpinja - NK Sremac Ilača 2:1 HNK Fruškogorac Ilok - NK Krajišnik Vrbanja 1:0 NK Šokadija Stari Mikanovci - NK Lovor Nijemci 1:1    | NK Croatia Bogdanovci - NK Sloga Štitar 3:3 NK Mladost Antin - NK Frankopan Rokovci-Andrijaševci 5:0 NK Borac Bobota - NK Lipovac 3:1 NK Mladost Vođinci - NK HAŠK Jadran Stari Jankovci 3:4 NK Sremac Ilača - NK Šokadija Babina Greda 2:1 NK Krajišnik Vrbanja - NK Sinđelić Trpinja 3:1 NK Lovor Nijemci - HNK Fruškogorac Ilok 1:0 NK Šokadija Stari Mikanovci - NK Vuteks-Sloga Vukovar 2:3    | NK Sloga Štitar - NK Sremac Ilača 3:2 NK Frankopan Rokovci-Andrijaševci - NK Croatia Bogdanovci 1:2 NK Lipovac - NK Mladost Antin 1:0 NK HAŠK Jadran Stari Jankovci - NK Borac Bobota 4:2 NK Vuteks-Sloga Vukovar - NK Mladost Vođinci 2:2 NK Šokadija Babina Greda - NK Krajišnik Vrbanja 0:0 NK Sinđelić Trpinja - NK Lovor Nijemci 2:0 HNK Fruškogorac Ilok - NK Šokadija Stari Mikanovci 3:1 |
| NK Krajišnik Vrbanja - NK Sloga Štitar 0:0 NK Sremac Ilača - NK Frankopan Rokovci-Andrijaševci 1:1 NK Croatia Bogdanovci - NK Lipovac 2:1 NK Mladost Antin - NK HAŠK Jadran Stari Jankovci 1:0 NK Borac Bobota - NK Mladost Vođinci 1:0 NK Lovor Nijemci - NK Šokadija Babina Greda 3:0 NK Šokadija Stari Mikanovci - NK Sinđelić Trpinja 2:2 HNK Fruškogorac Ilok - NK Vuteks-Sloga Vukovar 1:0    | NK Sloga Štitar - NK Lovor Nijemci 1:2 NK Frankopan Rokovci-Andrijaševci - NK Krajišnik Vrbanja 2:1 NK Lipovac - NK Sremac Ilača 4:0 NK HAŠK Jadran Stari Jankovci - NK Croatia Bogdanovci 2:1 NK Mladost Vođinci - NK Mladost Antin 2:0 NK Vuteks-Sloga Vukovar - NK Borac Bobota 2:0 NK Šokadija Babina Greda - NK Šokadija Stari Mikanovci 1:1 NK Sinđelić Trpinja - HNK Fruškogorac Ilok 6:0 ↓2 | NK Šokadija Stari Mikanovci - NK Sloga Štitar 0:2 NK Lovor Nijemci - NK Frankopan Rokovci-Andrijaševci 3:0 NK Krajišnik Vrbanja - NK Lipovac 4:1 NK Sremac Ilača - NK HAŠK Jadran Stari Jankovci 5:0 NK Croatia Bogdanovci - NK Mladost Vođinci 1:4 NK Mladost Antin - NK Borac Bobota 1:0 HNK Fruškogorac Ilok - NK Šokadija Babina Greda 2:2 NK Sinđelić Trpinja - NK Vuteks-Sloga Vukovar 3:4 |
| NK Sloga Štitar - HNK Fruškogorac Ilok 1:0 NK Frankopan Rokovci-Andrijaševci - NK Šokadija Stari Mikanovci 1:0 NK Lipovac - NK Lovor Nijemci 0:3 ↓3 NK HAŠK Jadran Stari Jankovci - NK Krajišnik Vrbanja 1:2 NK Mladost Vođinci - NK Sremac Ilača 0:1 NK Borac Bobota - NK Croatia Bogdanovci 4:1 NK Vuteks-Sloga Vukovar - NK Mladost Antin 3:1 NK Šokadija Babina Greda - NK Sinđelić Trpinja 4:3 | NK Sinđelić Trpinja - NK Sloga Štitar 7:5 HNK Fruškogorac Ilok - NK Frankopan Rokovci-Andrijaševci 2:1 NK Šokadija Stari Mikanovci - NK Lipovac 6:4 NK Lovor Nijemci - NK HAŠK Jadran Stari Jankovci 2:1 NK Krajišnik Vrbanja - NK Mladost Vođinci 2:0 NK Sremac Ilača - NK Borac Bobota 4:0 NK Croatia Bogdanovci - NK Mladost Antin 2:4 NK Šokadija Babina Greda - NK Vuteks-Sloga Vukovar 2:0    | NK Sloga Štitar - NK Šokadija Babina Greda 1:1 NK Frankopan Rokovci-Andrijaševci - NK Sinđelić Trpinja 1:2 NK Lipovac - HNK Fruškogorac Ilok 2:4 NK HAŠK Jadran Stari Jankovci - NK Šokadija Stari Mikanovci 4:3 NK Mladost Vođinci - NK Lovor Nijemci 2:0 NK Borac Bobota - NK Krajišnik Vrbanja 1:1 NK Mladost Antin - NK Sremac Ilača 4:2 NK Vuteks-Sloga Vukovar - NK Croatia Bogdanovci 6:1 |

## Kvalifikacije za 3. HNL – Istok
5. lipnja 2002. godine: NK Lovor Nijemci - NK Višnjevac 0:0
12. lipnja 2002. godine: NK Višnjevac - NK Lovor Nijemci 4:0
U 3. HNL – Istok se plasirao NK Višnjevac.